# Биномиальный ряд
Биномиальный ряд — это Ряд Тейлора для функции {\displaystyle f}, заданной выражением {\displaystyle f(x)=(1+x)^{\alpha },} где {\displaystyle \alpha \in \mathbb {C} } является произвольным комплексным числом, а |x| < 1. Ряд в явном виде,

| {\displaystyle {\begin{aligned}(1+x)^{\alpha }&=\sum _{k=0}^{\infty }\;{\binom {\alpha }{k}}\;x^{k}\\&=1+\alpha x+{\frac {\alpha (\alpha -1)}{2!}}x^{2}+{\frac {\alpha (\alpha -1)(\alpha -2)}{3!}}x^{3}+\cdots ,\end{aligned}}} | \| \| \| \| \| \| \| \| | (1) |
| |                         |     |
| |                         |     |
и биномиальный ряд справа в формуле (1) является степенным рядом, выраженном в терминах (обобщённых) биномиальных коэффициентов
{\displaystyle {\binom {\alpha }{k}}:={\frac {\alpha (\alpha -1)(\alpha -2)\cdots (\alpha -k+1)}{k!}}.}

## Специальные случаи
Если {\displaystyle \alpha } является неотрицательным целым числом n, то {\displaystyle (n+2)}-й член и все последующие члены в последовательности равны 0, поскольку каждый из них содержит множитель {\displaystyle (n-n)}, так что в этом случае ряд конечен и образует алгебраическую формулу бинома Ньютона.
Следующие выражения верны для любого комплексного {\displaystyle \beta }, но они особенно полезны для работы с отрицательными целыми степенями в формуле (1):
{\displaystyle {\frac {1}{(1-z)^{\beta +1}}}=\sum _{k=0}^{\infty }{k+\beta  \choose k}z^{k}.}
Чтобы это доказать, подставим {\displaystyle x=-z} в выражение (1) и применим тождество для биномиальных коэффициентов
{\displaystyle {\binom {-\beta -1}{k}}=(-1)^{k}{\binom {k+\beta }{k}}.}

## Сходимость

### Условия сходимости
Сходится ли ряд в формуле (1), зависит значений комплексных чисел {\displaystyle \alpha } и x. Точнее: